# Луи IX
Свети Луи IX  (на френски: Saint Louis) е крал на Франция (1226 – 25 август 1270) от династията на Капетингите.

## Произход и ранни години (1214 – 1226)
Той е четвъртото дете на Луи VIII и на Бланш Кастилска. Тъй като по-големите му братя и сестри умират още в ранна детска възраст, той е подготвен за престолонаследник. Множество учители му преподават библейска история, география и религия. Обучен е да язди и стреля превъзходно. Майка му е особено активна във възпитаването на характера му, който е изключително буен и често невъздържан. Красив и изящен, Луи се интересува в младостта си от разни рицарски забави.
Когато баща му наследява Филип II на престола през 1223 г. дългогодишният конфликт между династията на Капетингите и Плантагенетите все още не е разрешен, но към момента е във временно затишие, тъй като английският крал Хенри III не е готов да възобнови войната. На юг от Франция бушува Албигойската война на еретиците, а в страната съществува напрежение между някои от висшите аристократи и краля. Луи VIII до голяма степен успява да овладее тези външни и вътрешни проблеми, но ненадейно умира през 1226 година при завръщането си от успешен поход срещу графа на Тулуза.

## Управление (1226 – 1270)

### Регентство на Бланш Кастилска
Луи IX, който по онова време е 12-годишен, е коронясан в Реймс, а майка му Бланш Кастилска е обявена за негов регент. Бланш е жена с характер, необикновен ум, силна воля и големи политически способности. Изключително религиозна, тя има огромно влияние над сина си. Тя поема управлението на страната и с голяма ловкост успява за кратко време да потуши вътрешното напрежение, да укрепи авторитета на кралската власт и да разшири владенията на Франция. По нейно настояване Луи атакува бунтовните барони – Хю от Лузиян и херцога на Бретан – Пиер Моклерк. Без подкрепата на английския крал Хенри III, тяхната съпротива е сломена бързо. Така с мирния договор от Вандом вътрешната опозиция е неутрализирана.
Успешна се оказва и офанзивата срещу Тулузкия граф Раймонд VII, който капитулира пред кралската войска при Лангедок. На 11 април 1229 г. е подписан Парижкият мирен договор, според който дъщерята на Раймонд VII се омъжва за брата на Луи – Алфонс, като след тяхната смърт областта Лангедок остава в кралския домен. По този начин Луи и Бланш прекратяват Албигойската война. Като политически дебют това е изключителен успех.
Проблемът с владените от Плантагенетите земи във Франция обаче остава. Английският крал Хенри III се опитва да върне владенията на своите предци (областта около Харона). Подкрепян от Пиер Моклерк, Хенри III акостира в Бретон и предприема поход в Западна Франция. Луи IX, тогава едва 15-годишен, застава начело на армията, заповядва да се възстанови крепостта в Ангър и се насочва към Нант, където се установява английската войска. Всъщност битка не се осъществява два дни, но Луи удържа блестяща победа при Талебург (1242).
Преговорите се възобновяват и Пиер Моклерк признава върховенството на Луи IX. Ръководейки се от началата на справедливостта, той не се възползва от победата, отхвърля голямата мечта на френските крале – да овладее Аквитания, и въпреки мнението на своите съветници отстъпва на Хенри частта от провинциите, отнети от Англия още при Филип Август.
През 1234 година той се жени за Маргарита Прованска, дъщеря на графа на Прованс.

### Кръстоносни походи
През 1244 година Луи IХ тежко заболява и дава обет да стане кръстоносец. Получил в Сен-Дени хоругва и атрибути на поклонник и в Лион благословията на папата, Луи с кръстоносците си се отправя на Седмия кръстоносен поход. Пристига през септември 1248 година в Кипър, а есента на 1249 година в Дамиета, Египет, която на 6 юни французите превземат. Движейки се по-нататък, Луи достига град Мансур (1250), но силите на кръстоносците са отслабени от раздори и безпорядък и той не успява да го превземе.
По време на отстъплението към Дамиета, сарацините настигат Луи и го вземат в плен, от който той се откупува с предаването на Дамиета. През май 1250 година Луи IХ отплува от Египет, но остава 4 години (1250 – 1254) в Сирия, очаквайки нови кръстоносци. Със своята нравственост Луи оказва огромно влияние въпху християните в Палестина, осъществява контакти с азиатските владетели. Славата му се разпространява на далеко. Получавайки известие за смъртта на майка си Бланш Кастилска, Луи се връща във Франция след шестгодишно отсъствие и ревностно се заема с държавните дела. Така организираният от него Седми кръстоносен поход се проваля.
На 26 октомври 1260 г. катедралата Нотр Дам дьо Шартър в Шартър, Франция, е осветена в негово присъствие.
Крал Луи IX Свети не се примирява с неуспехите. Като ревностен католик продължава да желае освобождаването на Гроба Господен. Той ръководи и Осмия кръстоносен поход през 1270 г. Същата година по време на същия поход Луи Свети умира от чума при обсадата на Тунис.

## Канонизация
Веднага след смъртта на Луи IХ, въпросът за канонизацията на починалия крал е повдигнат от неговия син Филип III, настояващ за признаване на святостта на благочестивия крал, и поддържан от много влиятелни лица във Франция. След 27 години, през август 1297 година, булата „Gloria laus“ на папа Бонифаций VIII провъзгласява крал Луи за светец. С този жест папа Бонифаций преследва целта за възстановяване на добрите отношения с внука на светеца – крал Филип IV Хубави, който налага забрана за износа от Франция на благородни метали (злато и сребро), с което лишава папата от сериозен доход.
Луи IX е канонизиран под името св. Людвик Френски; той става първият светец сред френските крале, без да се брои Дагоберт II, причислен към светците преди официализацията на процеса на канонизация.
На името на св. Людвик са кръстени множество католически храмове във Франция, както и зад границите ѝ.

## Потомство
На 27 май 1234 г. Луи се жени за Маргьорит дьо Прованс (1221 – 1295), с която имат 11 деца:
- Бланш (1240 – 1243);
- Изабела (1242 – 1271), ∞ 1255 Теобалд II, крал на Навара;
- Луи (1244 – 1260), вер. сгоден на 20 август 1255 за инфанта Беренгела († 1300), дъщеря наследничка на крал Алфонсо X от Кастилия;
- Филип III (1 май 1245 – 5 октомври 1285), крал на Франция ∞ 1. 1262 Изабела Арагонска и 2. 1274 г. Мария Брабантска;
- Жан (1248 – 1248);
- Жан Тристан (1250 – 1270), граф на Невер, ∞ 1265 Йоланда Бургундска († 1280);
- Пиер (1251 – 1284), граф на Алансон и Перш, ∞ 1272 Жана дьо Шатилон (1258 – 1291);
- Бланш (Бланка) (1252 – 1320), ∞ 1268 Фернандо де ла Серда, трон-принц на Кастилия († 1275);
- Маргарета Френска (1254 – 1271): брак през 1270 за херцог Ян I Брабант († 1294);
- Робер дьо Клермон (1256 — 7 февруари 1317), граф дьо Клермон, (по линия на съпругата) херцог Бурбон. Загубва разсъдък в резултат на падане от кон на рицарски турнир в чест на Карл I Анжуйски. Основател на династията Бурбони, станала впоследствие кралска династия във Франция (1589 – 1792, 1814 – 1830);
- Агнес Френска (1260 – 1327), омъжена от 1279 година за Робер II, херцог на Бургундия († 1306)